# Paleobiologia

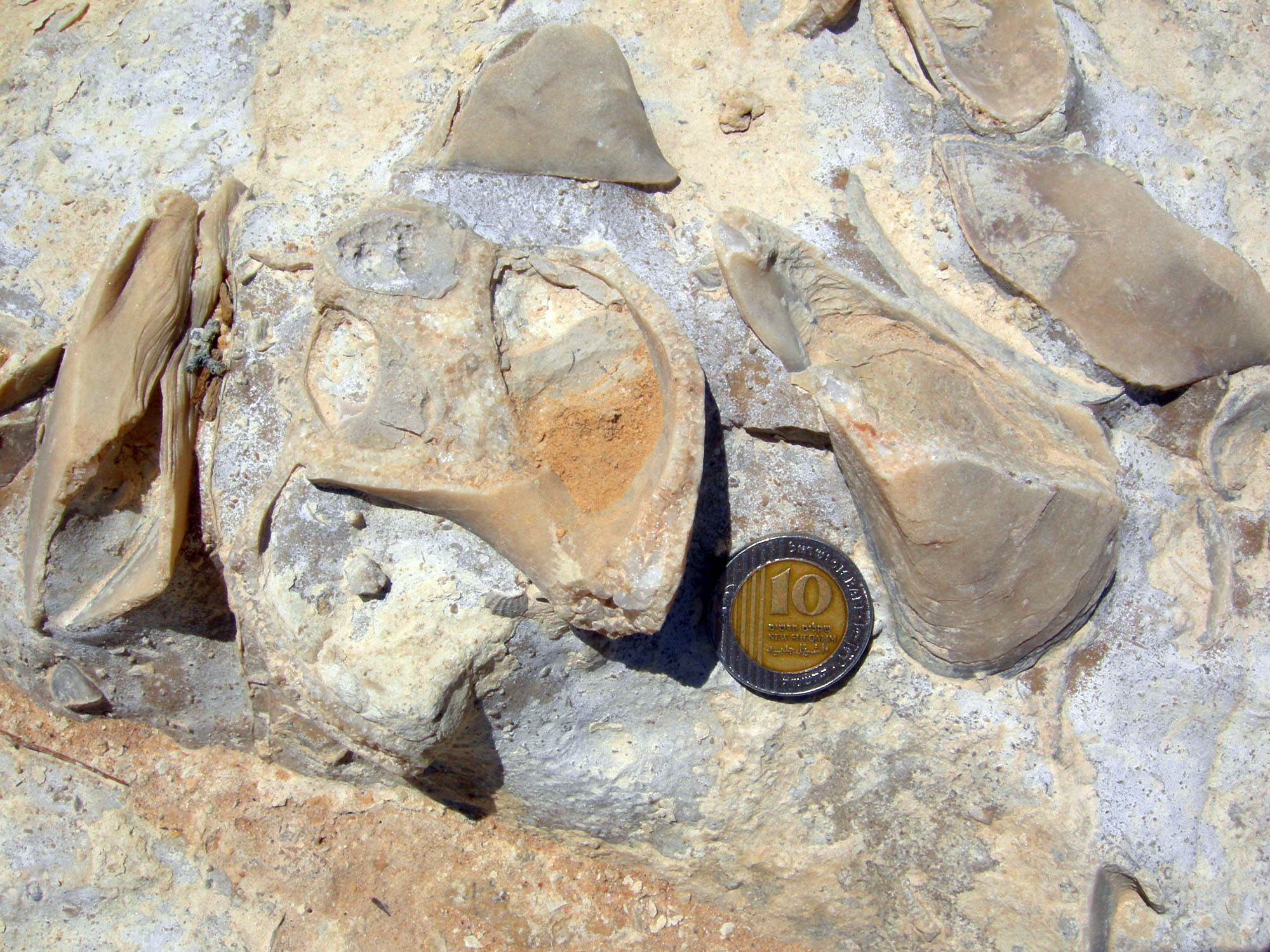
Skamieniałości mięczaków

Paleobiologia – nurt w paleontologii zajmujący się biologiczną interpretacją danych paleontologicznych.
Mianem paleobiologii określana też bywa sama paleontologia, gdy zajmuje się zagadnieniami biologicznymi, a nie systematyką.